# Ütköző (rádióműsor)
A Ütköző a Kossuth Rádió félórás belpolitikai vitaműsora. Adásideje minden hétköznap 12:30-tól 13 óráig tart. A műsort kevés kivétellel még aznap megismétlik 18:03-tól, de amikor a témában már a délután folyamán további fejlemények történnek, úgy erre az időpontra részben, vagy egészében új műsort készítenek.

## A műsor felépítése
A Déli Krónika után jelentkező műsorban a belpolitika egy aktuális témájáról vitatkoznak legtöbbször politikusok, máskor politológusok, vagy az adott téma szakértői. A készítők törekszenek arra, hogy a vitapartnerek személyesen – a stúdióban, vagy az Országház épületében – ütköztessék álláspontjukat, de telefonos vitára is sor szokott kerülni. A téma meghatározásakor az a szempont, hogy a belpolitikai hírek közül a legtöbbeket foglalkoztatót, legaktuálisabbat, és nagy véleménykülönbséget előidézőt válasszák ki. Amennyiben az adott témában az adás közvetítése után újabb fejlemények következnek be – például az Országgyűlés, a kormány, vagy egy-egy képviselőcsoport ülésén – akkor az Esti Krónika után részben, vagy egészében új műsor kerül adásba.